# Šťavnatka kozí
Šťavnatka kozí (Hygrophorus camarophyllus) je vzácný druh houby z čeledi šťavnatkovité (Hygrophoraceae). V Červeném seznamu hub České republiky je druh uveden jako kriticky ohrožený.

## Znaky
Klobouk v průměru dorůstá 2–10 cm, v mládí polokulovitý s podvinutými okraji, později ploše rozložený se zvednutými, různě pokroucenými okraji a vyniklým, tupým hrbolkem ve středu. Pokožka je radiálně vláknitá, suchá, temně hnědá nebo s šedivým nádechem.
Tlusté, voskovité, bělavé až šedivé lupeny jsou u třeně sbíhavé, na klobouku jsou řídce uspořádané. Výtrusný prach je bílý.
Třeň je 2,5–13 cm dlouhý, pevný, válcovitý, suchý, jemně vláknitý, barvu má stejnou až mírně světlejší než klobouk (občas může být jeho horní, podklobouková část zabarvená světleji, než zbytek třeně), báze je plstnatá.
Bílá, pevná dužnina je chuťově nasládlá, vůní připomíná med, marcipán nebo terpentýn.

## Užití
Jedlá houba.

## Ekologie
Od července do listopadu roste tato šťavnatka v jehličnatých lesích s vlhkým, kyselým, mechovým podložím. Ze stromů preferuje smrky a borovice. 

## Rozšíření
Výskyt druhu byl popsán v oblastech Severní Ameriky, Evropy (zejména pak Skandinávie), Ruska a Japonska.

## Galerie

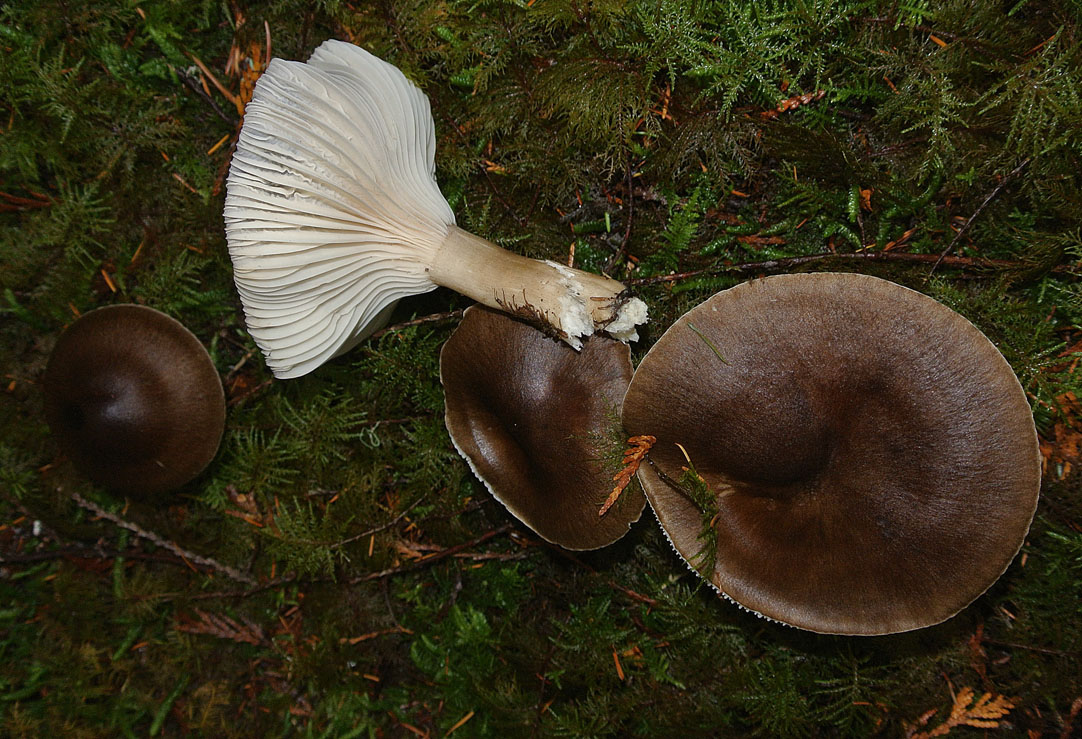
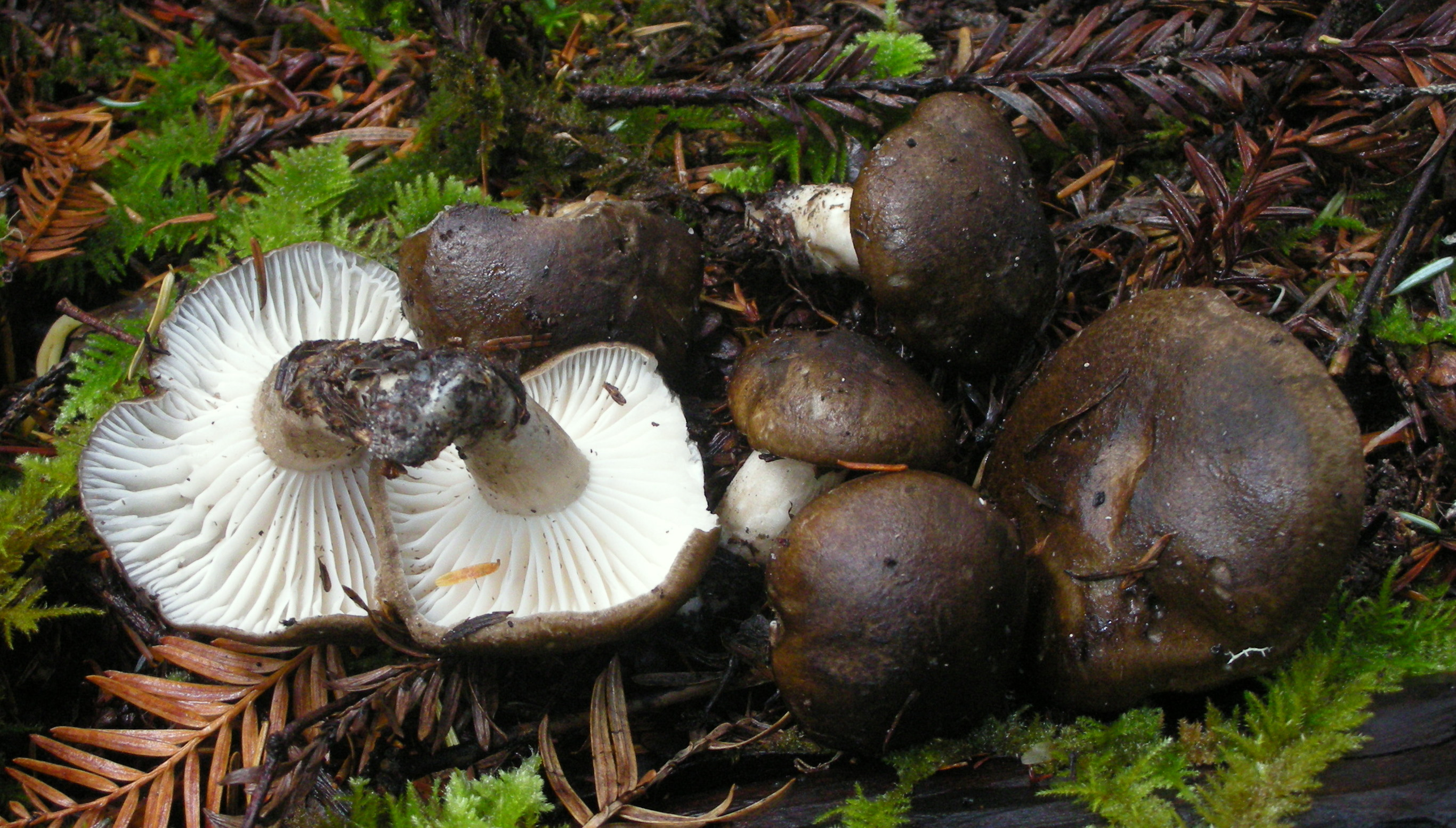

## Možnost záměny
- Štavnatka březnovka (Hygrophorus marzuolus)
- Štavnatka šedočerná (Hygrophorus atramentosus)
- Šťavnatka růžovolupenná (Hygrophorus calophyllus)